# NGC 5345
NGC 5345 est une vaste galaxie spirale située dans la constellation de la Vierge. Sa vitesse par rapport au fond diffus cosmologique est de 7 534 ± 20 km/s, ce qui correspond à une distance de Hubble de 111,1 ± 7,8 Mpc (∼362 millions d'al). NGC 5345 a été découverte par l'astronome germano-britannique William Herschel en 1787.
La classe de luminosité de NGC 5345 est I et elle présente une large raie HI. Elle renferme également des régions d'hydrogène ionisé. Selon la base de données Simbad, NGC 5345 est une galaxie LINER, c'est-à-dire une galaxie dont le noyau présente un spectre d'émission caractérisé par de larges raies d'atomes faiblement ionisés.